# Radio Roxen
Ej att förväxla med Östgöta Nations närradioprogram i Lund under 1980-talet eller Östgöta Nations närradioprogram i Uppsala under 1990-talet.
Radio Roxen var ett radioprogram, en "radiorevy" som sändes i P4 Östergötland under åren 1977-1980 och under 1990-talet. Premiären skedde i november 1977 och sista programmet sändes i juni 1997. Totalt gjordes 200 program, cirka 20 minuter långa.
Medverkande var Sven-Inge Pettersson och Inge L. Franzén, Karl-Axel Hagelin och Rune Mistrén. Från 1991 ersattes Karl-Axel Hagelin av Inger Gustafsson. För musikackompanjemanget stod dragspelaren Lasse Ström.
Programmet bestod ofta av ett introducerande småprat som följdes av en känd melodi med nyskriven text (kuplett). Ofta häcklades lokala politiker, kända personer eller samtida företeelser. Texterna skrevs vanligen av Inge L. Franzén.